# Yū Wakita
Yū Wakita (japanisch 脇田 侑 Wakita Yū; * 4. November 1984 in der Präfektur Gifu) ist eine japanische Badmintonspielerin.

## Karriere
Yū Wakita gewann 2006 bei der Weltmeisterschaft der Studenten Silber im Damendoppel. 2010 war sie bei den Austrian International, Laos International und den Iran Fajr International erfolgreich. Bei den US Open des gleichen Jahres wurde sie Zweite. 2011 siegte sie bei den Polish Open.

## Sportliche Erfolge
| Saison | Veranstaltung                   | Disziplin   | Platz | Name                         |
| ------ | ------------------------------- | ----------- | ----- | ---------------------------- |
| 2006   | Weltmeisterschaft der Studenten | Damendoppel | 2     | Mizuho Muramatsu / Yū Wakita |
| 2007   | New Zealand Open                | Damendoppel | 3     | Seiko Yamada / Yū Wakita     |
| 2008   | Dutch International             | Dameneinzel | 2     | Yū Wakita                    |
| 2010   | Laos International              | Damendoppel | 1     | Rie Etō / Yū Wakita          |
| 2010   | Iran Fajr International         | Damendoppel | 1     | Rie Etō / Yū Wakita          |
| 2010   | Austrian International          | Damendoppel | 1     | Rie Etō / Yū Wakita          |
| 2010   | US Open                         | Damendoppel | 2     | Rie Etō / Yū Wakita          |
| 2011   | Polish International            | Damendoppel | 1     | Rie Etō / Yū Wakita          |
| 2013   | Polish Open                     | Damendoppel | 1     | Rie Etō / Yū Wakita          |
| 2013   | Dutch International             | Damendoppel | 1     | Rie Etō / Yū Wakita          |